# NGC 6114
NGC 6114 est une galaxie spirale (ou lenticulaire ?) située dans la constellation de la Couronne boréale. Sa vitesse par rapport au fond diffus cosmologique est de 8 845 ± 4 km/s, ce qui correspond à une distance de Hubble de 130,5 ± 9,1 Mpc (∼426 millions d'al). NGC 6114 a été découverte par l'astronome français Édouard Stephan en 1880.
À ce jour, une mesure non basée sur le décalage vers le rouge (redshift) donne une distance d'environ 129,000 Mpc (∼421 millions d'al). Cette valeur est à l'extérieur des valeurs de la distance de Hubble.